# Якушенко, Игорь Васильевич
И́горь Васи́льевич Якуше́нко (15 апреля 1932, Москва — 8 марта 1999, Москва) — советский и российский композитор, пианист и педагог. Заслуженный деятель искусств РСФСР (1982)

## Биография
Детство прошло в Москве, рядом росли Женя Светланов, Игорь Волчок.
Окончил Государственный музыкальный педагогический институт (ГМПИ) имени Гнесиных (1956, класс А. Хачатуряна).
Преподавал в Центральной музыкальной школе при Московской консерватории (1958—1962, факультативный класс композиции) и в Музыкальной школе им. Гнесиных (1963—1978). С 1975 года выступал как пианист и руководитель джазового инструментального ансамбля.
Член КПСС с 1969 года.
Похоронен на Троекуровском кладбище.

## Личная жизнь
- Жена — Вера Михайловна Тарасова-Якушенко (род. 1950) — была актрисой Малого театра[3].
  - Дочь — Анастасия Игоревна Леонова (род. 1972), с 2008 года жена актёра Андрея Леонова, окончила Московскую государственную консерваторию, занимается звуковым оформлением радиопередач и спектаклей, продюсер[4].
- Сын от первого брака — Владимир Игоревич Якушенко.

## Фильмография

### Игровое кино
- 1959 — Зелёный фургон (в соавт. с Б. Карамышевым)
- 1964 — Добро пожаловать, или Посторонним вход воспрещён (в соавт. с М. Таривердиевым)
- 1965 — Ленин в Швейцарии
- 1981 — Безобразная Эльза

### Мультфильмы
- 1964 — Кто виноват
- 1964 — Петух и краски
- 1965 — Автомат
- 1965 — Вовка в Тридевятом царстве
- 1972 — Русские напевы
- 1976 — Слушается дело о... Не очень комическая опера
- 1977 — Зайчонок и муха

## Сочинения
- Балет «Студенты» (1960)
- Симфония «Русские песни» (1959)
- Концерт для фортепиано с оркестром
- Концерт для скрипки с оркестром
- Вокальный цикл «Ты слышишь, небо» (сл. Л. Дербенёва, 1965)

## Эстрада
Якушенко написал многие популярные лирические и молодежные песни, а также — виртуозные инструментальные пьесы в джазовом стиле, среди которых:
- Здравствуйте, дети (слова Л. Дербенёва)
- Старый граммофон Архивная копия от 4 марта 2016 на Wayback Machine (слова Н. Олева)
- А любовь рядом была (слова Я. Гальперина)
- Я вижу тебя (слова Л. Ошанина) первые исполнители ВИА «Лейся, песня», 1977 год.
- Около дома Архивная копия от 11 августа 2017 на Wayback Machine (слова Я. Гальперина) первые исполнители ВИА «Лейся, песня», 1978 год.
- «Кажется», «Сумерки», исполнитель Анна Герман[5]

## Оценки творчества
- Антон Серенков в статье «25 лучших песен Анны Герман» (Афиша Daily, 2015) писала:

«Композитор Игорь Якушенко никогда не входил в число советских звёзд <…> он был одаренным академическим композитором, знал и любил джаз до такой степени, что выпустил в СССР альбом синтезаторного джаз-фьюжна, а также написал множество песен для артистов в диапазоне от Льва Лещенко до „Машины времени“. Так получилось, что именно Якушенко написал для Герман песни, к которым её тянуло всю жизнь…».